# Imperial, Kalifornien
Imperial är en stad (city) i Imperial County, i delstaten Kalifornien, USA. Enligt United States Census Bureau har staden en folkmängd på 14 987 invånare (2011) och en landarea på 15,2 km².